# Ermittlungsrichter
Ermittlungsrichter (auch: Untersuchungsrichter oder Jourrichter) sind Amtsträger mit richterlicher Unabhängigkeit, denen im Rahmen der Untersuchung von Straftaten bestimmte Aufgaben zukommen.

## Rechtslage in Deutschland
Als Ermittlungsrichter (§ 162 StPO) werden nach der deutschen Strafprozessordnung (StPO) Richter bezeichnet, die Entscheidungen treffen können, die einen so schweren Eingriff in die Grundrechte der Betroffenen umfassen, dass deren Anordnung von Verfassungs wegen Richtern vorbehalten bleibt. Dies umfasst zum Beispiel die Durchsuchung von Wohnräumen, die Anordnung von Telekommunikationsüberwachung oder den Erlass eines Haftbefehls. Ermittlungsrichter sind in der Regel Strafrichter des jeweiligen Gerichts.
Der Begriff Untersuchungsrichter wird oft gleichbedeutend verwendet. Vor Abschaffung der gerichtlichen Voruntersuchung im Jahre 1977 nannte die StPO einen Richter, dem die Erforschung des Sachverhalts im Vorverfahren oblag, sachlich zutreffend Untersuchungsrichter. Der Sprachgebrauch ist heute ungenau, da sich in der heutigen StPO die Aufgaben des Ermittlungsrichters nicht mehr auf die Erforschung des Sachverhalts, sondern nur noch auf die richterliche Überprüfung der Ermittlungsmaßnahmen der Staatsanwaltschaft erstrecken.
In Bezug auf den Erlass eines Haftbefehls spricht man auch von einem Haftrichter.

### Zuständigkeit
Ermittlungsrichter sind in der Regel Strafrichter des jeweiligen Gerichts, die neben ihren anderen Dienstgeschäften die Ermittlungshandlungen anderer Organe kontrollieren. Ein Gericht kann – muss jedoch nicht – für Ermittlungsaufgaben auch Richter bestellen, die nur Ermittlungsrichter sind.
Die Zuständigkeit für richterliche Ermittlungshandlungen richtet sich nach dem Stadium des Verfahrens (§§ 125 ff. StPO).

#### Vor Erhebung der öffentlichen Klage
Vor Anklage sind grundsätzlich Ermittlungsrichter beim Amtsgericht zuständig, ihre örtliche Zuständigkeit entspricht dem Amtsgerichtsbezirk, § 162 Abs. 1 S. 1 StPO. Daher bestellen die Landgerichte keine Ermittlungsrichter. Jedoch können Richter des Landgerichts einen richterlichen Eildienst als Ermittlungsrichter nachts und am Wochenende wahrnehmen, soweit die jeweilige Landesregierung eine entsprechende Rechtsverordnung erlassen hat (§ 22c GVG). In Nordrhein-Westfalen ist dies beispielsweise der Fall.
Ist das Oberlandesgericht gem. § 120 GVG für die in Verdacht stehende Straftat zuständig, sind gem. § 169 Abs. 1 S. 1 StPO auch die Ermittlungsrichter des Oberlandesgerichts (§ 116 Abs. 1 S. 2 Hs. 1 GVG) zuständig. Ihr örtlicher Zuständigkeitsbereich ist das gesamte Bundesgebiet (§ 169 Abs. 2 StPO).
In den besonderen Fällen des § 169 Abs. 1 S. 2 StPO (Staatsschutzsachen, Landesverratssachen, Außenwirtschaftsstrafsachen und in Sachen nach dem Völkerstrafgesetzbuch) sind die Ermittlungsrichter des Bundesgerichtshofes (§ 130 Abs. 1 S. 1 GVG) zuständig, solange die Ermittlungen vom Generalbundesanwalt geführt werden.
Ist bereits ein Haftbefehl erlassen worden, wird der Richter, der ihn erließ, auch für alle weiteren Untersuchungshandlungen zuständig. Ist jedoch der Haftbefehl erstmals auf die Beschwerde (der Staatsanwaltschaft) durch das Beschwerdegericht erlassen worden, entscheidet weiterhin der Richter, gegen dessen Entscheidung sich die Beschwerde richtete (§ 126 Abs. 1 StPO).

#### Nach Erhebung der öffentlichen Klage
Mit der Anklageerhebung endet die Zuständigkeit des Ermittlungsrichters. Fortan ist für richterliche Ermittlungshandlungen das jeweils mit der Sache befasste Gericht zuständig, §§ 162 Abs. 3 S. 1, 207 Abs. 1 StPO. Dies gilt auch für das so genannte Zwischenverfahren bis zur Zulassung der Anklage zur Hauptverhandlung. Die Anklageerhebung ist dem Ermittlungsrichter von der Staatsanwaltschaft per Abschlussverfügung ("Vfg.") mitzuteilen, damit dieser keine weiteren Ermittlungshandlungen unternimmt.
Kollegialgerichte entscheiden über Ermittlungshandlungen grundsätzlich kollegial, d. h. eine Kammer oder ein Senat kann keinen eigenen Ermittlungsrichter bestellen. In dringenden Fällen jedoch entscheidet der Vorsitzende, dessen Entscheidung nicht der Bestätigung durch das Kollegium bedarf. Sie kann jedoch von den anderen Prozessbeteiligten verlangt werden.
Im Falle der Berufung ist das Berufungsgericht zuständig.
Im Falle der Revision ist das zuletzt befasste Tatgericht zuständig. Das Revisionsgericht darf jedoch einen Haftbefehl selbst aufheben, wenn es durch Sachentscheidung ein damit zusammen hängendes Urteil aufhebt (§ 126 Abs. 3 StPO). Es darf ihn jedoch nicht außer Vollzug setzen.

### Der Jugendrichter als Ermittlungsrichter
Nach § 34 Abs. 1 JGG ist im Verfahren gegen Jugendliche für diejenigen Aufgaben, die sonst dem Richter am Amtsgericht oblägen, der Jugendrichter zuständig. Dies betrifft auch die Zuständigkeit des Richters am Amtsgericht als Ermittlungsrichter, so dass für Beschlüsse in Haftsachen oder anderen dem Ermittlungsrichter zugewiesenen Entscheidungen gleichfalls der Jugendrichter zuständig ist.
Es ist umstritten, ob eine Geschäftsverteilung zulässig ist, bei der einem Richter nur die Aufgaben des Ermittlungsrichters in Verfahren gegen Jugendliche zugewiesen werden, ohne dass dieser Richter auch in sonstigen Jugendstrafverfahren tätig wird. Das Bundesverfassungsgericht konnte diese Frage in einer Entscheidung vom 12. Mai 2005 offenlassen.

### Einzelne Aufgaben des Ermittlungsrichters (nicht abschließend)
Der Ermittlungsrichter kann etwa Beschlüsse erlassen, die allein ihm vorbehalten sind:
- Erlass eines Haftbefehls, Haftprüfung
- Anordnung der Durchsuchung von Wohnräumen und der Beschlagnahme
- Anordnung der Telefonüberwachung
- Erlass von Urteilen im beschleunigten Verfahren nach §§ 419 ff. StPO bei entsprechender Verweisung im Geschäftsverteilungsplan

oder sonstige Ermittlungshandlungen vornehmen:
- Zeugenvernehmung im Vorverfahren

### Rechtsmittel
Gegen Entscheidungen der Ermittlungsrichter ist die Beschwerde möglich. Der erlassende Richter (iudex a quo) kann ihr abhelfen, sonst hat er sofort, spätestens binnen 3 Tagen die Sache dem Beschwerdegericht weiter zu leiten (iudex ad quem). Gleiches gilt für Ermittlungshandlungen von Kollegialgerichten. Das Beschwerdegericht bestimmt sich nach allgemeinen Regeln des GVG.
Die Beschwerde hat keinen Suspensiveffekt (§ 307 StPO). Sie ist gegen Entscheidungen der Ermittlungsrichter bei einem Oberlandesgericht oder dem Bundesgerichtshof nur dann zulässig, wenn es sich um Verhaftung, einstweilige Unterbringung in einer psychiatrischen Anstalt, Beschlagnahme oder Durchsuchung handelt (§ 304 Abs. 4 und 5 StPO).

## Rechtslage in der Schweiz
Die Funktion des Untersuchungsrichters existierte bis zum 1. Januar 2011 in der Schweiz auf verschiedenen Ebenen: neben kantonalen Untersuchungsrichtern gibt es auch solche, deren Zuständigkeit auf Bundesrecht fusst (z. B. eidg. Untersuchungsrichter, Untersuchungsrichter der Militärjustiz). Im Gegensatz zu den militärischen waren die meisten zivilen Untersuchungsrichter zum Erlass von Strafmandaten befugt.
Mit Inkrafttreten der vereinheitlichten eidgenössischen StPO am 1. Januar 2011 wurde wie zuvor bereits in Deutschland und Österreich vom untersuchungsrichterlichen zum staatsanwaltschaftlichen Prozessmodell gewechselt. Die Untersuchungsrichter entfallen somit, und die Leitung der Strafuntersuchung liegt nun ausschließlich bei der zuständigen Staatsanwaltschaft. Die Verhängung von Zwangsmassnahmen wie Hausdurchsuchungen, Sicherheits- oder Untersuchungshaft obliegt nun speziellen Zwangsmassnahmengerichten, welche in etwa dem deutschen Ermittlungsrichter entsprechen.
Die Militärstrafprozessordnung wird als einzige nicht durch die eidgenössische StPO ersetzt, weshalb auch die militärischen Untersuchungsrichter fortbestehen.